# Canada op de Olympische Winterspelen 1968
Tijdens de Olympische Winterspelen van 1968, die in Grenoble (Frankrijk) werden gehouden, nam Canada voor de tiende keer deel.

## Medailleoverzicht
| Sport       | Olympiër       | Discipline       | Medaille |
| ----------- | -------------- | ---------------- | -------- |
| Alpineskiën | Nancy Greene   | reuzenslalom (v) | Goud     |
| Alpineskiën | Nancy Greene   | slalom (v)       | Zilver   |
| IJshockey   | Olympisch team | mannen           | Brons    |

## Deelnemers en resultaten

### Alpineskiën
| Olympiër        | Discipline       | Resultaat | Prestatie                           |
| --------------- | ---------------- | --------- | ----------------------------------- |
| Peter Duncan    | afdaling (m)     | dq        | diskwalificatie                     |
| Peter Duncan    | reuzenslalom (m) | 18e       | 3.38,17 (+8,89)                     |
| Peter Duncan    | slalom (m)       | dnq       | niet geplaatst voor finalewedstrijd |
| Rod Hebron      | afdaling (m)     | dnf       | opgave                              |
| Rod Hebron      | reuzenslalom (m) | dnf-2     | opgave run 2                        |
| Rod Hebron      | slalom (m)       | dnf-1     | opgave run 1                        |
| Scott Henderson | reuzenslalom (m) | 21e       | 3.38,50 (+9,22)                     |
| Scott Henderson | slalom (m)       | dnq       | niet geplaatst voor finalewedstrijd |
| Wayne Henderson | afdaling (m)     | 27e       | 2.05,56 (+5,71)                     |
| Gerry Rinaldi   | afdaling (m)     | 31e       | 2.06,30 (+6,45)                     |
| Keith Shepherd  | reuzenslalom (m) | dq-1      | diskwalificatie run 1               |
| Robert Swan     | slalom (m)       | dq-2      | diskwalificatie run 2               |
|                 |                  |           |                                     |
| Betsy Clifford  | afdaling (v)     | 23e       | 1.47,60 (+6,73)                     |
| Betsy Clifford  | reuzenslalom (v) | dq        | diskwalificatie                     |
| Betsy Clifford  | slalom (v)       | dnf-1     | opgave run 1                        |
| Karen Dokka     | afdaling (v)     | 22e       | 1.47,55 (+6,68)                     |
| Karen Dokka     | reuzenslalom (v) | 16e       | 1.58,36 (+6,39)                     |
| Karen Dokka     | slalom (v)       | 15e       | 1.34,51 (+8,65)                     |
| Nancy Greene    | afdaling (v)     | 10e       | 1.43,12 (+2,25)                     |
| Nancy Greene    | reuzenslalom (v) | Goud      | 1.51,97                             |
| Nancy Greene    | slalom (v)       | Zilver    | 1.26,15 (+0,29) 41,45+44,70         |
| Judi Leinweber  | afdaling (v)     | 20e       | 1.45,60 (+4,73)                     |
| Judi Leinweber  | reuzenslalom (v) | 25e       | 2.00,57 (+8,60)                     |
| Judi Leinweber  | slalom (v)       | dq-1      | diskwalificatie run 1               |

### Biatlon
| Olympiër                                          | Discipline             | Resultaat | Prestatie                     |
| ------------------------------------------------- | ---------------------- | --------- | ----------------------------- |
| Esko Karu                                         | 20 km (m)              | 46e       | 1:32.42,9 (+18.57,0) pen.: 11 |
| George Ede                                        | 20 km (m)              | 51e       | 1:34.41,8 (+20.55,9) pen.: 8  |
| James Boyde                                       | 20 km (m)              | 53e       | 1:35.02,0 (+21.16,1) pen.: 8  |
| George Rattai                                     | 20 km (m)              | 54e       | 1:35.03,0 (+21.17,1) pen.: 11 |
| George Ede Knowles McGill George Rattai Esko Karu | 4x7,5 km estafette (m) | dnf       | opgave                        |

### Bobsleeën
| Olympiër                                                | Discipline              | Resultaat | Prestatie        |
| ------------------------------------------------------- | ----------------------- | --------- | ---------------- |
| Purvis McDougall Bob Storey                             | 2-mansbob (m) Canada I  | 19e       | 4.54,10 (+12,56) |
| Hans Gehrig Harry Goetschi                              | 2-mansbob (m) Canada II | dnf       | opgave           |
| Purvis McDougall Bob Storey Michael Young Andrew Faulds | 4-mansbob (m) Canada I  | 17e       | 2.22,82 (+5,43)  |

### Kunstrijden
| Olympiër                         | Discipline | Resultaat | Prestatie                |
| -------------------------------- | ---------- | --------- | ------------------------ |
| Jay Humphry                      | mannen     | 7e        | pc. 63,0; 1795,0 punten  |
| David McGillivray                | mannen     | 16e       | pc. 139,0; 1663,7 punten |
| Steve Hutchinson                 | mannen     | 22e       | pc. 193,0; 1578,3 punten |
| Karen Magnussen                  | vrouwen    | 7e        | pc. 63,0; 1759,4 punten  |
| Linda Carbonetto                 | vrouwen    | 13e       | pc. 111,0; 1662,9 punten |
| Lyndsai Cowan                    | vrouwen    | dnf       | opgave                   |
| Anna Forder Richard Stephens     | paarrijden | 16e       | pc. 138,0; 269,2 punten  |
| Betty McKilligan John McKilligan | paarrijden | 17e       | pc. 154,0; 254,8 punten  |

### Langlaufen
| Olympiër                                         | Discipline            | Resultaat | Prestatie                                                    |
| ------------------------------------------------ | --------------------- | --------- | ------------------------------------------------------------ |
| Rolf Pettersen                                   | 15 km (m)             | 63e       | 58.31,8 (+10.37,6)                                           |
| Rolf Pettersen                                   | 30 km (m)             | 61e       | 1:55.37,2 (+19.58,0)                                         |
| David Rees                                       | 15 km (m)             | 61e       | 58.25,9 (+10.31,7)                                           |
| David Rees                                       | 30 km (m)             | 58e       | 1:52.46,6 (+17.07,4)                                         |
| David Rees                                       | 50 km (m)             | 46e       | 2:56.00,5 (+27.14,7)                                         |
| Nils Skulbru                                     | 15 km (m)             | 56e       | 55.53,4 (+7.59,2)                                            |
| Nils Skulbru                                     | 30 km (m)             | 52e       | 1:50.06,1 (+14.26,9)                                         |
| Nils Skulbru Rolf Pettersen Esko Karu David Rees | 4x10 km estafette (m) | 14e       | 2:29.12,7 (+20.39,2) (37.34,5 / 37.56,2 / 38.29,4 / 35.12,6) |

### Rodelen
| Olympiër        | Discipline | Resultaat | Prestatie        |
| --------------- | ---------- | --------- | ---------------- |
| Roger Eddy      | mannen     | 31e       | 3.01,39 (+8,91)  |
| Larry Arbuthnot | mannen     | 33e       | 3.03,01 (+10,53) |
| Colin Nelson    | mannen     | 37e       | 3.04,56 (+12,08) |
| D'Arcy Coulson  | mannen     | 47e       | 3.36,12 (+43,64) |
| Linda Bocock    | vrouwen    | 12e       | 2.32,46 (+3,80)  |
| Martha Diplock  | vrouwen    | 18e       | 2.35,48 (+6,82)  |
| Phyllis Walter  | vrouwen    | dq        | diskwalificatie  |

### Schaatsen
| Olympiër         | Discipline   | Resultaat | Prestatie         |
| ---------------- | ------------ | --------- | ----------------- |
| Bob Boucher      | 500 m (m)    | 25e       | 42,0 (+1,7)       |
| Paul Enock       | 5000 m (m)   | 19e       | 7.54,8 (+32,4)    |
| Paul Enock       | 10.000 m (m) | 15e       | 16.21,2 (+57,6)   |
| Bob Hodges       | 500 m (m)    | 41e       | 43,3 (+3,0)       |
| Bob Hodges       | 1500 m (m)   | 26e       | 2.12,0 (+8,6)     |
| Bob Hodges       | 5000 m (m)   | 29e       | 8.05,0 (+42,6)    |
| Bob Hodges       | 10.000 m (m) | 23e       | 17.01,9 (+1.38,3) |
| Pete Williamson  | 500 m (m)    | 33e       | 42,6 (+2,3)       |
| Pete Williamson  | 1500 m (m)   | 46e       | 2.16,0 (+12,6)    |
|                  |              |           |                   |
| Doreen McCannell | 500 m (v)    | 24e       | 49,0 (+2,9)       |
| Doreen McCannell | 1000 m (v)   | 20e       | 1.37,6 (+5,0)     |
| Doreen McCannell | 1500 m (v)   | 21e       | 2.32,2 (+9,8)     |
| Doreen McCannell | 3000 m (v)   | 18e       | 5.21,5 (+25,3)    |
| Marcia Parsons   | 500 m (v)    | 23e       | 48,8 (+2,7)       |
| Marcia Parsons   | 1000 m (v)   | 21e       | 1.37,7 (+5,1)     |
| Marcia Parsons   | 1500 m (v)   | 24e       | 2.34,4 (+12,0)    |
| Marcia Parsons   | 3000 m (v)   | 22e       | 5.29,5 (+33,3)    |
| Wendy Thompson   | 500 m (v)    | 19e       | 48,2 (+2,1)       |
| Wendy Thompson   | 1000 m (v)   | 27e       | 1.41,1 (+8,5)     |

### Schansspringen
| Olympiër      | Discipline         | Resultaat | Prestatie                 |
| ------------- | ------------------ | --------- | ------------------------- |
| Ulf Kvendbo   | normale schans (m) | 53e       | 153,3 punten (61,5+63,0m) |
| Ulf Kvendbo   | grote schans (m)   | 55e       | 138,7 punten (76,5+77,0m) |
| John McInnes  | normale schans (m) | 55e       | 148,3 punten (61,5+60,5m) |
| John McInnes  | grote schans (m)   | 57e       | 120,3 punten (71,5+73,5m) |
| Claude Trahan | normale schans (m) | 57e       | 130,6 punten (61,5+56,0m) |
| Claude Trahan | grote schans (m)   | 58e       | 91,0 punten (64,0+69,0m)  |

### IJshockey
| Olympiër | Discipline | Resultaat | Prestatie |
| --- | ---------- | --------- | --- |
| Ken Broderick Wayne Stephenson Marshall Johnston Barry MacKenzie Brian Glennie Paul Conlin Terry O'Malley Ted Hargreaves Ray Cadieux Fran Huck Morris Mott Steve Monteith Gary Dineen Herb Pinder Bill MacMillan Danny O'Shea Roger Bourbonnais Gerry Pinder | mannen     | Brons     | A-groep (1e-8e plaats): 6 - 1 Canada - Bondsrepubliek Duitsland 2 - 5 Canada - Finland 11 - 0 Canada - DDR 3 - 2 Canada - Verenigde Staten 3 - 2 Canada - Tsjecho-Slowakije 3 - 0 Canada - Zweden 0 - 5 Canada - Sovjet-Unie |

Argentinië · Australië · Bondsrepubliek Duitsland · Bulgarije · Canada · Chili · Denemarken · Duitse Democratische Republiek · Finland · Frankrijk · Griekenland · Groot-Brittannië · Hongarije · IJsland · India · Iran · Italië · Japan · Joegoslavië · Libanon · Liechtenstein · Marokko · Mongolië · Nederland · Nieuw-Zeeland · Noorwegen · Oostenrijk · Polen · Roemenië · Sovjet-Unie · Spanje · Tsjecho-Slowakije · Turkije · Verenigde Staten · Zuid-Korea · Zweden · Zwitserland